# Grenade F1 (France)
Pour les articles homonymes, voir Grenade F1.
La grenade F1 est une grenade à main utilisée par l'Armée française durant la Première et la Seconde Guerre mondiales.

## Historique

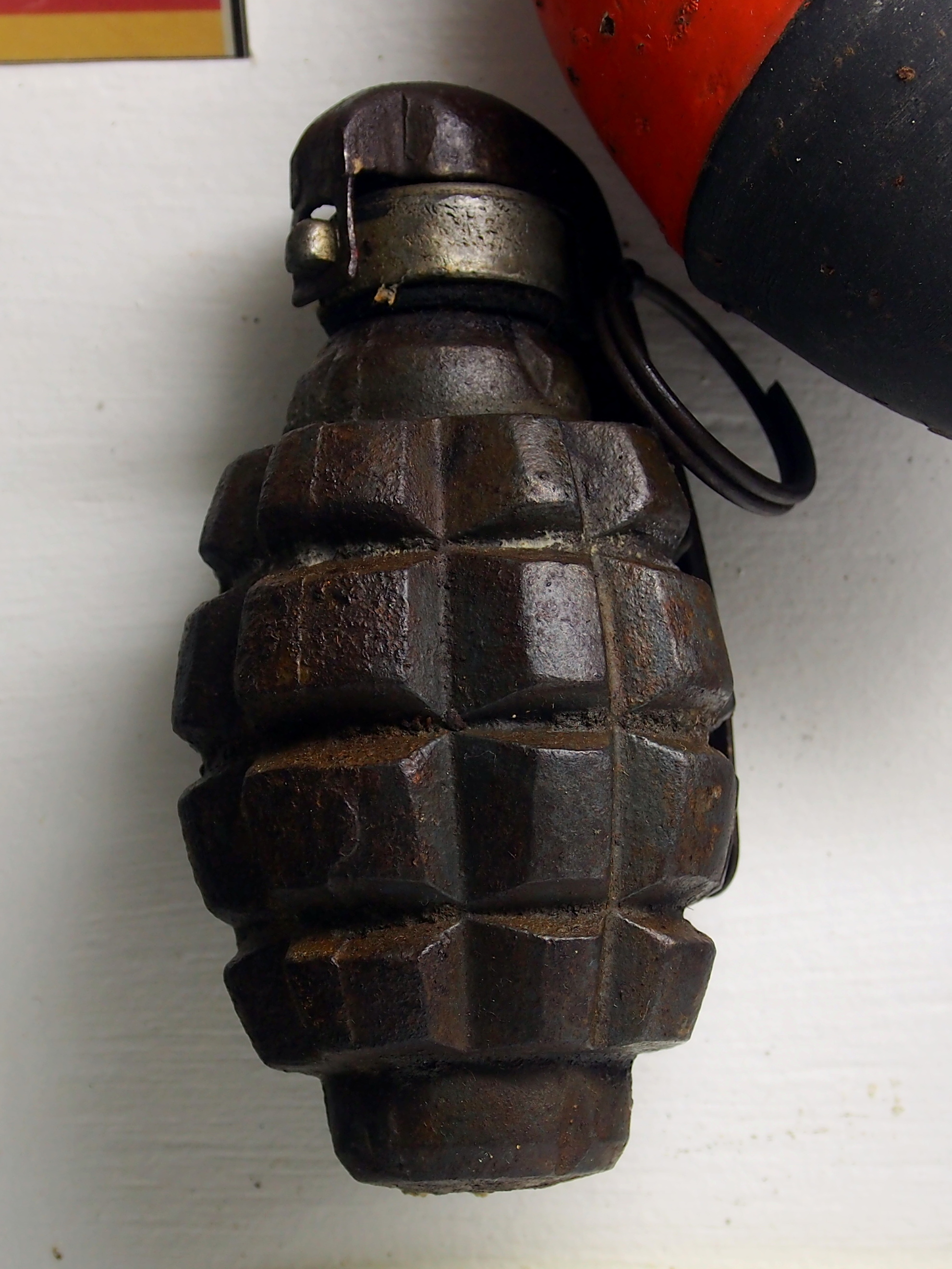
Grenade modèle 1916 exposée au Musée Somme 1916.

La grenade F-1 a été mise en production pour la première fois par l'État français en 1915 pendant la Première Guerre mondiale. En mai 1915, la première des grenades F1 (fusante nº 1) est apparue dans l'Armée française, en quantités limitées. Cette nouvelle arme hérite de l'expérience des premiers mois de la guerre: la forme a été faite pour être plus moderne, avec un motif de rainures externes pour une meilleure adhérence et une fragmentation plus facile. La deuxième attente s'est avérée trompeuse, puisque l'explosion en pratique n'a pas donné plus de 10 fragments (bien que le motif ait été conçu pour se diviser en toutes les 38 divisions dessinées). La conception s'est avérée très fonctionnelle, notamment en raison de sa stabilité par rapport aux autres grenades de la même période. Plus tard, le Fusante nº 1 a été utilisé en masse par de nombreuses armées étrangères dans la période 1915–1940. La grenade F-1 a été utilisée comme base pour le développement de nombreuses autres grenades par différentes nations, y compris les États-Unis et l'Union soviétique.
Le F-1 était très répandu au cours de la première moitié du 20e siècle, utilisé par les armées de la France, des États-Unis, de la Russie impériale, de l'Union soviétique, de la Finlande et d'autres. Au total, plus de soixante millions de ces grenades ont été produites en 25 ans, de 1915 à 1940.

### Développement
À l'origine, la F1 était conçue pour utiliser un système d'allumage plus léger, mais plus tard, elle a commencé à utiliser un allumeur à percussion en carton, ressemblant à une cartouche de fusil de chasse. Sa fragilité et fiabilité perfectible conduisirent au Modèle 1916 plus fiable et entièrement métallique.
Le bouchon allumeur automatique Billant M1916 a transformé la F1 en une grenade réellement pratique, moderne et fiable. Le levier d'armement (cuillère) assurait que la grenade ne s'armait qu'après avoir quitté la main du lanceur. Ce levier, monté sur ressorts, libérait un percuteur sur deux amorce allumant une mèche fusante (5-6 secondes) qui déclenchait le détonateur initiant la charge. La F-1, dans sa conception originale, a été retiré du service militaire français en 1946, mais de nombreux dérivés (comme la grenade F1 russe et la grenade Mk 2 américaine) sont toujours en service dans de nombreux pays.
Pendant la Seconde Guerre mondiale, la F1 devait être équipée d'un allumeur M1935, mais les stocks gigantesques de la Première Guerre Mondiale ont fait que ce modèle n'entra en service qu'après-guerre. Les grenades équipés de cet allumeur sont toujours décrites sur le manuel TA150 connaissance et entretien de l'armement TA150 édition 2008.

### États-Unis
La grenade française F-1 avec le bouchon allumeur M1916 Billant était la grenade préférée de l'armée américaine pendant la Première Guerre mondiale.

### Guerre civile russe
Durant la guerre civile russe, la F1 a été distribuée par la France aux Armées blanches. Ce qui a entraîné une utilisation très répandue de la grenade[Quoi ?]. Après la guerre civile, le design de la F1 française a été modifié en grenade F1 russe.
Dans le folklore soviétique et le discours familier, la grenade est devenue une icône nationale du bouleversement social et de la révolution, bien qu'elle ne soit pas désignée sous le nom de F-1 mais plutôt sous le nom de "limonka" ([lı'mɒnkə]), "petit citron", en raison de son utilisation très large pendant la guerre civile et la période chaotique du début des années 1920. Les origines de la limonka russe sont ambiguës et restent un sujet de débat historique, un côté présentant le cas selon lequel la grenade a été nommée d'après sa forme et sa familiarité avec la grenade au citron britannique nº 16 et une autre suggérant que la grenade a été nommée d'après son créateur français, Leman.